# Jean Baptiste de Félix du Muy
Pour les articles homonymes, voir Muy.
 (juillet 2019).
Si vous disposez d'ouvrages ou d'articles de référence ou si vous connaissez des sites web de qualité traitant du thème abordé ici, merci de compléter l'article en donnant les références utiles à sa vérifiabilité et en les liant à la section « Notes et références ».
Jean Baptiste Louis Philippe de Félix d'Ollières, comte de Saint-Maime et du Muy, baron de l'Empire, né le 25 décembre 1751 à Ollières (Var) et mort le 5 juin 1820 à Paris, est un général français de la Révolution et de l’Empire.

## Biographie

### Officier sous l'Ancien Régime
D'abord connu sous le nom de comte de Saint-Maime, il entre au service comme chevau-léger surnuméraire de la garde du roi, avec rang de sous-lieutenant le 16 décembre 1766. Il passe avec ce grade dans le régiment mestre-de-camp général de cavalerie le 16 juillet 1769. Ayant obtenu le brevet de capitaine le 19 juin 1771, il est nommé titulaire de ce grade le 5 mai 1772 et est fait colonel du régiment de Soissonnais le 29 janvier 1775, à peine âgé de 24 ans.
Le 5 août suivant, le roi accorde au jeune colonel une pension annuelle et viagère de 760 livres, sur les fonds de l'extraordinaire des guerres, et le 9 novembre, il lui fait don, sur les mêmes fonds, d'une gratification annuelle de 4 000 livres, qui est convertie en pension viagère par brevet du 30 janvier 1778. Un nouveau brevet du 1er avril 1779 confond ces deux pensions en une seule de 4 760 livres.
Le comte de Saint-Maime sert au camp de Saint-Roch pendant l'hiver de 1779 à 1780 et fait les guerres de 1780 à 1783 dans l'Amérique septentrionale sous les ordres de Rochambeau. Les services qu'il rend au siège de Yorktown (Virginie), lui valent le 5 décembre 1781, une lettre de satisfaction de la part du maréchal de Ségur, ministre de la Guerre, la croix de chevalier de Saint-Louis le 2 avril 1782, et une nouvelle pension viagère de 3 000 livres sur le trésor royal, par décision du 13 avril 1783.
Le 13 juin suivant le ministre, en lui adressant encore des témoignages de satisfaction de la part du roi, lui donne l'assurance qu'il serait compris dans la promotion des brigadiers d'infanterie avec les colonels de 1772, et à son retour en France il en reçoit en effet le brevet qui lui est conféré par le roi le 8 janvier 1781. Le 22 mai suivant, le comte de Saint-Maime prend le titre de comte du Muy, nom de la branche aînée de sa famille et qui, depuis la mort de son oncle le maréchal du Muy, devait s'étendre en la personne de Madame de Créqui.
Promu au grade de maréchal de camp le 9 mars 1788, il en exerce les fonctions pendant cette même année au camp de Saint-Omer, commandé par le prince de Condé, et à celui de Frascati sous les ordres du maréchal de Broglie.

### Général de la Révolution
Lorsque la Révolution française éclate, le général du Muy, tout imbu des idées libérales qu'il avait puisées en Amérique, adopte franchement les principes de cette régénération de la société française. Chargé comme inspecteur général de la vérification des comptes des régiments le 12 août 1790, il est investi du commandement en chef du département du Finistère le 19 février 1791. Employé ensuite avec son grade dans la 8e division militaire, il est nommé lieutenant-général le 6 février 1792 et est pourvu du commandement de la 7e division militaire le 15 du même mois.
Le général du Muy est chargé au mois d'avril suivant du commandement en chef des neuf départements qui devaient former l'armée des Pyrénées. Le ministre de la Guerre Joseph Servan lui ordonne de ramener en Suisse le régiment d'Ernst pour le confier à Diesbach. Pendant le temps qu'il négociait cette affaire, le général Montesquiou, commandant en chef l'armée des Alpes, sous les ordres duquel avait été placé le général du Muy, signale son absence aux commissaires de l'Assemblée nationale qui, sans en examiner les motifs, prononcent sa suspension. L'intervention de Servan permet rapidement de réparer l'erreur.
Vers la fin de septembre 1792, le général du Muy est chargé du licenciement du 69e régiment d'infanterie de ligne. Porté sur la liste des candidats pour le ministère de la Guerre, il est dénoncé à la Convention nationale, dans sa séance du 3 octobre 1792, par le représentant Chabot, comme ayant excité la guerre civile à Avignon. Bien que l'accusation soit fausse, il est rayé de la liste et la Convention désigne Jean-Nicolas Pache. Le général du Muy est envoyé au mois de mars 1793 à l'armée des Alpes, où il commande le département du Mont-Blanc et l'avant-garde de l'armée dans la Tarentaise et la Maurienne.
Détaché au siège de Lyon, il en prend brièvement le commandement en chef le 23 août, en remplacement du général Kellermann, qui était parti pour s'opposer aux progrès des Piémontais. Il y est blessé mais un arrêté le suspend de ses fonctions comme suspect. 
Ne parvenant pas à prouver sa bonne foi, il est mis à la retraite le 26 janvier 1795 (7 pluviôse an III). Cependant, à force de persévérance, il parvint enfin à se faire réintégrer et, par arrêté du 15 mars suivant, le Comité de salut public décida qu'il serait employé comme commandant en chef les forces militaires destinées à agir dans les Indes occidentales. Il se rend à Brest et prépare l'embarquement des troupes. Un nouvel arrêté du Comité de salut public, en date du 31 août 1795 (14 fructidor) lui confie provisoirement le commandement de l'armée du Midi, qui devait être formée dans le département du Gard mais cette nomination a été annulée.
L'expédition ayant été indéfiniment ajournée, le général du Muy, après être resté quelque temps encore à Brest, est nommé le 4 avril 1796 (15 germinal an IV) inspecteur général des troupes d'infanterie de l'armée de Sambre-et-Meuse. À son arrivée au quartier général, le général en chef lui confie le commandement de l'aile droite de l'armée. Le 2 janvier 1797 (13 nivôse an V), il comparaît devant un conseil de guerre tenu à Düsseldorf, sous la présidence du général Jacques Desjardin. Il est accusé de vol et prévarication mais est acquitté à l'unanimité.
Le général du Muy participe à l'expédition d'Égypte avec Napoléon Bonaparte.

### Gouverneur militaire sous le Consulat et l'Empire
Rentré en France le 20 juin 1800 (1er messidor an VIII), le premier Consul lui confie le commandement de la 21e division militaire (Poitiers) par décision du 13 octobre 1800 (21 vendémiaire an IX), puis celui de la 12e division militaire (Nantes), le 9 juillet 1801 (20 messidor an IX). 
Membre de la Légion d'honneur le 11 décembre 1803 (19 frimaire an XII), commandeur le 14 juin 1804 (25 prairial suivant), il est désigné par l'Empereur pour faire partie du collège électoral du département du Var, où il possède de grandes propriétés. Le 12 février 1805 (21 ventôse an XIII), il devient commandant de la subdivision de Seine-et-Oise, faisant partie de la 1re division militaire.
Au début de la campagne de 1805, du Muy demande à reprendre du service actif. Il n'est rappelé à l'armée que le 23 novembre 1806, quand le maréchal Berthier lui expédie de Berlin l'ordre de se rendre sur-le-champ au quartier général de la Grande Armée. À son arrivée, il est très bien accueilli par l'Empereur, qui le nomme gouverneur général de la Silésie. Pendant son séjour dans cette province, le général du Muy s'acquit, par sa conduite équitable, l'estime et la reconnaissance des habitants de la région.
Le 13 mai 1807 le général du Muy, sorti de Breslau à la tête d'environ 1 100 Français, dragons, chasseurs et hussards qui étaient venus pour se remonter en Silésie, tombe à l'improviste sur la colonne prussienne du général Kleist et la met en déroute. Le général du Muy conserve son gouvernement jusqu'à la formation de l'armée du Rhin, vers la fin de 1808.
Par décret du 9 novembre 1808, l'Empereur lui confie le commandement de la 7e division militaire (Grenoble), et le 14 avril 1809 il lui donne celui de la 8e division (Marseille), qu'il conserve pendant les premiers temps de la Restauration. Le 30 août 1811, il est créé Baron d'Empire.

### Retraite
Louis XVIII le nomme grand officier de la Légion d'honneur le 29 juillet 1814, et commandeur de Saint-Louis le 23 août suivant. Bien qu'il ne l'ait pas sollicité, il est mis à la retraite en décembre 1815, en raison de son âge. Aussi, au retour de l'Empereur, il demande à Napoléon sa réintégration, malgré le commandement de la 18e compagnie de volontaires royaux dits Gardes du roi, composée d'officiers en non-activité. Mais l'Empereur en avait déjà disposé en faveur du maréchal Brune et, d'ailleurs, le nombre d'officiers généraux portés sur le tableau d'activité et qui se trouvaient encore sans destination ne permettait pas de rappeler au service les généraux en retraite. Il demeure sans position pendant les Cent-Jours.
À la seconde rentrée des Bourbons, le général du Muy est nommé pair de France par ordonnance royale du 17 août 1815. Depuis lors, il prend part aux travaux de la Chambre et s'y fait remarquer par la sagesse de ses opinions et par les sentiments de patriotisme qui l'animent. Il meurt à Paris le 5 juin 1820. Il repose au  cimetière du Père-Lachaise (division 28).